# Шварценберг (кафе)

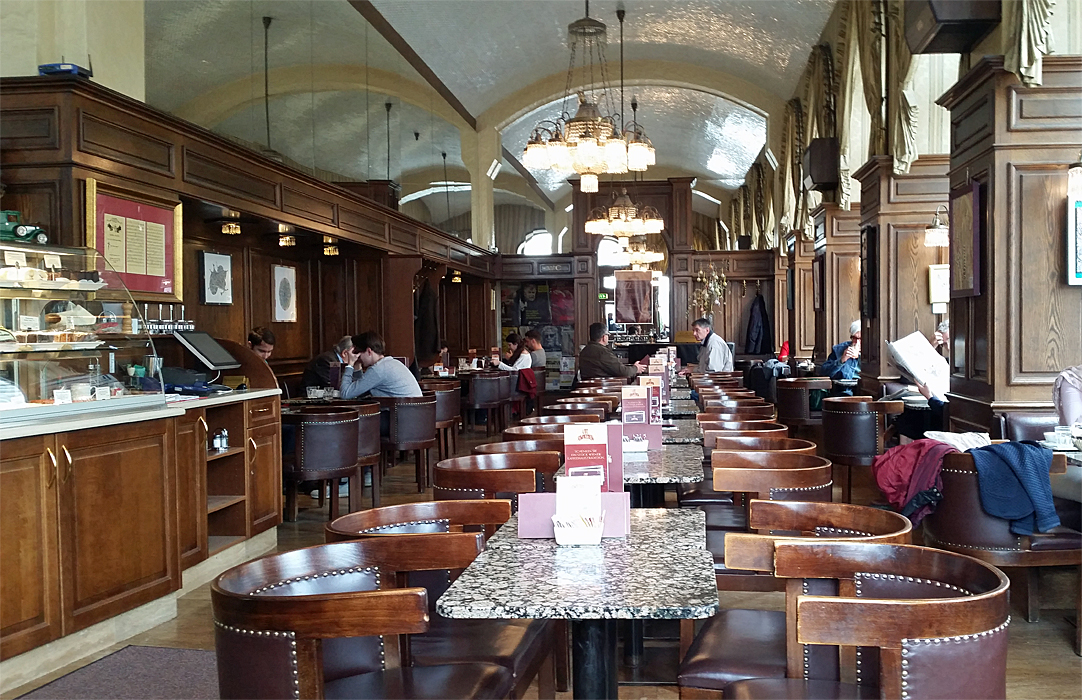
Исторические интерьеры кафе «Шварценберг»

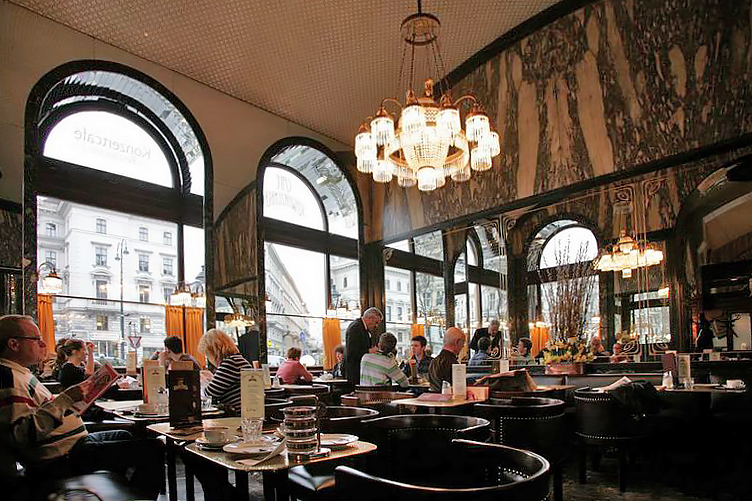
Зал для некурящих в кафе «Шварценберг»

Кафе «Шва́рценберг» (нем. Café Schwarzenberg, по фамилии фельдмаршала Шварценберга) — венская кофейня во Внутреннем Городе на парадной улице Рингштрассе напротив площади Шварценбергплац. Постоянную клиентуру кафе всегда составляли представители бизнеса, а не деятели культуры и искусства, как во многих других именитых венских кофейнях. Одним из постоянных клиентов кафе «Шварценберг» был архитектор Йозеф Хоффман, соучредитель «Венских мастерских», работавший в нём над своими эскизами. Кафе сохранило в оригинале обстановку XIX века и имеет шанигартен.
Здание, в котором располагается кафе, — бывший доходный дом шёлкового фабриканта Августа Цеппенцауэра, построенный в 1861—1863 годах в ходе застройки улицы Рингштрассе по проекту архитектора Вильгельма Вестмана. Кафе в здании под своим именем открыл в 1863 году Раймунд Гохлейтнер. После его смерти кафе оставалось до 1882 года под управлением его жены. В 1883—1901 годах кафе называлось «Шперрер» по имени его нового владельца, затем предприятие возглавил Йозеф Меншль, давший кафе название «Шварценберг». После аншлюса 1938 года и до конца Второй мировой войны кафе называлось «Германия», евреи в нём не обслуживались. В 1979 году кафе перешло в собственность города, и в 1980 году был проведён капитальный ремонт. В настоящее время собственником кафе является туристская компания Kulinarik GmbH. В помещениях кафе проводятся различные культурные мероприятия: лекции, выставки и концертные вечера. Несколько дней в неделю вечером в кафе играет живая музыка.